# Octavian Goga
 
Octavian Goga (pronunciat en romanès: [oktaviˈan ˈɡoɡa]; 1 d'abril de 1881 - 7 de maig de 1938) va ser un polític, poeta, dramaturg, periodista i traductor romanès nacionalista i posteriorment d'extrema dreta.

## Vida i política
Goga va néixer a Rășinari, prop de Sibiu.

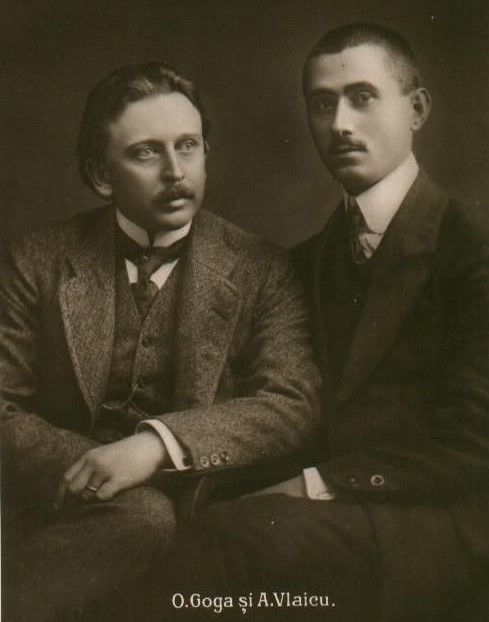
Goga i Aurel Vlaicu

Goga va ser un membre actiu del moviment nacionalista romanès a Transsilvània i del seu grup líder, el Partit Nacional Romanès (PNR) a Àustria-Hongria. Abans de la Primera Guerra Mundial, Goga va ser arrestat per les autoritats hongareses. En diversos intervals abans de la unió de Transsilvània amb Romania el 1918, Goga es va refugiar a Romania, activant-se en els cercles literaris i polítics. A causa de la seva activitat política a Romania, l'estat hongarès el va condemnar a mort in absentia.
Durant la Primera Guerra Mundial es va unir a l'exèrcit romanès i va participar com a soldat a la campanya de Dobruja.
Juntament amb Vasile Goldiș, Ioan Lupaș i Silviu Dragomir, Octavian Goga va abandonar el PNR el 1926 i es va unir al Partit Popular (PP) del general Alexandru Averescu , un moviment populista creat al final de la guerra. Curiosament, Goga, Goldiș, Lupaș i Dragomir eren tots ortodoxos, mentre que el líder del PNR Iuliu Maniu i altres membres restants del PNR eren grecocatòlics.
Goga es va enfrontar amb Averescu pel conflicte d'aquest últim amb el rei Carol II. Juntament amb Goldiș, Lupaș i Dragomir, Goga va fundar el Partit Nacional Agrària el 10 d'abril de 1932. Aquest partit va liderar una aliança amb la Lliga de Defensa Nacional-Cristiana d'extrema dreta i antisemita d'AC Cuza, formant el Partit Nacional Cristià el 14 de juliol de 1935.

Logotip del Partit Nacional Cristià amb una esvàstica, les inicials del partit i els noms dels seus líders conjunts, A.C. Cuza i Octavian Goga

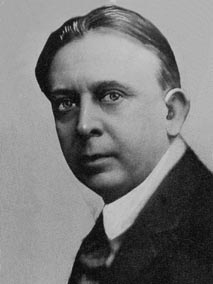
Goga en els seus últims anys

Quan el Partit Nacional Liberal va perdre les eleccions el desembre de 1937, el rei Carol II va nomenar Goga Primer Ministre de Romania, encara que el Partit Nacional Cristià havia obtingut només el 9,15% dels vots per a la cambra. Carol II esperava que el govern fos de transició, que li permetés desfer-se del sistema de partits. Va escriure en el seu diari que era conscient que el govern no duraria gaire i que, després del seu enfonsament, podria alliberar el seu país i ell mateix de la tirania i dels petits interessos de les parts. Aquest càlcul va resultar correcte. El Rei va calcular malament l'impacte de les mesures antisemites del gabinet Goga, que va haver de fer front al llarg del seu règim personal (l'anomenada dictadura reial) que va establir el 10 de febrer de 1938. El gabinet Goga va despullar els jueus de la seva ciutadania, va limitar el seu dret al treball o simplement els va assetjar amb les seves mesures antisemites, en un esforç per aconseguir el suport dels electors de la Guàrdia de Ferro, un altre moviment antisemita i el rival de tant el Partit Nacional Cristià com el Rei. Com a resultat, el gabinet Goga va danyar l'economia romanesa i les relacions amb França, Gran Bretanya i la Societat de Nacions i va reforçar la Guàrdia de Ferro. La seva "revisió de la ciutadania romanesa", implementada pel règim personal del rei Carol II, va desnaturalitzar 225.222 jueus, és a dir, aproximadament el 30% de la població jueva.
l'ala paramilitar del Partit Nacional Cristià, els Lănceri (que significa "Lancers", la paraula va derivar de LANC, l'acrònim romanès de National-Christian Defense League) va contribuir al caos, atacant tant els jueus com els membres de la Guàrdia de Ferro.
Carol II va impulsar per primera vegada una victòria del govern a les eleccions anticipades del març de 1938, que havia convocat el 18 de gener de 1938. No obstant això, aviat va abandonar Goga, preparant un cop d'estat juntament amb el ministre de l'Interior Armand Călinescu, antic membre del Partit Nacional Camperol, que va actuar com a garantia del rei al govern. El cop d'estat probablement es va precipitar quan Goga va negociar un acord electoral amb Corneliu Zelea Codreanu, el líder de la Guàrdia de Ferro, el 8 de febrer de 1938, suposant així una amenaça considerable per al poder del Rei. El 9 de febrer de 1938, Carol II, Călinescu i l'antic primer ministre liberal nacional Gheorghe Tătărescu van establir el cop per l'endemà. El 10 de febrer de 1938, Carol II va rebre a Goga i li va dir que ajornés les eleccions anticipades, després de la qual cosa Goga va dimitir. Goga es va negar a participar en el govern d'unitat nacional que el rei va nomenar el mateix dia i es va retirar a la seva finca a Ciucea, Transsilvània, on va patir un ictus el 5 de maig de 1938. Va morir dos dies després, el 7 de maig de 1938.

## Escrits

### Poesia
- Cărbunii ("Els trossos de carbó")
- Rugăciune ("Una pregària")
- Plugarii ("Els llauradors")
- Oltul ("El riu Olt")
- Din larg ("Des d'alta mar")
- Profetul ("El profeta")
- Ceahlăul ("El Ceahlău")
- O ramura întârziată ("Una branca tardana")
- Trecutul ("El passat")
- Apus ("Posta de sol")
- Mare eterna ("El mar etern")
- In mine câteodată ("A vegades dins meu")
- Toamna (tardor)

### Reproduccions
- Domnul notar ("Sr. Notari")
- Meşterul Manole (vegeu Meşterul Manole)